# Anasca
Sous-ordre
Anasca est un sous-ordre d'ectoproctes. Certaines classifications ne reconnaissent pas la validité de ce taxon et répartissent son contenu entre Inovicellata, Scrupariina, Malacostega et Flustrina.

## Liste des familles
Selon ITIS :
- famille Aeteidae Smitt, 1867
- famille Alysidiidae
- famille Arachnopusiidae Jullien, 1888
- famille Aspidostomatidae
- famille Beaniidae Canu & Bassler, 1927
- famille Bicellariellidae
- famille Bugulidae Gray, 1848
- famille Calloporidae Norman, 1903
- famille Calpensiidae
- famille Cellariidae Lamouroux, 1821
- famille Chaperiidae Jullien, 1888
- famille Cothurnicellidae
- famille Cribrilinidae Hincks, 1880
- famille Cupuladriidae
- famille Electridae
- famille Epistomiidae Gregory, 1893
- famille Farciminariidae
- famille Flustridae Lamouroux, 1821
- famille Hiantoporidae Gregory, 1893
- famille Hincksinidae
- famille Labiostomellidae
- famille Lunulitidae
- famille Macroporidae Uttley, 1949
- famille Membranicellariidae
- famille Membraniporidae Busk, 1854
- famille Microporidae Gray, 1948
- famille Onychocellidae Jullien, 1882
- famille Pelmatoporidae
- famille Petalostegidae Gordon, 1984
- famille Quadricellariidae Gordon, 1984
- famille Sadkoidae Kluge, 1962
- famille Scrupariidae Busk, 1852
- famille Scrupocellariidae Levinsen, 1909
- famille Setosellidae
- famille Steginoporellidae Hincks, 1884
- famille Thalamoporellidae Levinsen, 1909